# نعيمة لهبيل التاجموعتي
نعيمة لهبيل التاجموعتي (مواليد 29 نوفمبر 1952)، هي كاتبة وباحثة مغربية وأستاذة محاضرة متخصصة في الاقتصاد والتراث، عضو مجلس إدارة الصندوق الدولي للنهوض بالثقافة في “اليونسكو”، ورئيسة الجمعية الثقافية الأمريكية بالمغرب. وهي الابنة الوحيدة لـالبكاي بن مبارك الهبيل رئيس أول حكومة في تاريخ المغرب بعد الإستقلال.

## من مؤلفاتها
- كتاب: «من هو سي البكاي» (قصة أول وزير مغربي بعد الاستقلال، امبارك البكاي الهبيل).[3]
- كتاب: «la liste».
- كتاب: «Fès est une drogue».
- كتاب: «complément d'information».
- كتاب: «Dialogue en Médina».

## وصلات خارجية
- صفحة كتبها على موقع غودريدرز goodreads